# Netai Chand Bysack
Netai Chand Bysack (21 de março de 1921 — Calcutá, 5 de dezembro de 2005) foi um ciclista olímpico indiano. Bysack representou sua nação nos Jogos Olímpicos de Verão de 1952, em Helsinque.